# Хохспајер
Хохспајер (њем. Hochspeyer) општина је у њемачкој савезној држави Рајна-Палатинат. Једно је од 50 општинских средишта округа Кајзерслаутерн. Према процјени из 2010. у општини је живјело 4.637 становника. Посједује регионалну шифру (AGS) 7335015.

## Географски и демографски подаци
Хохспајер се налази у савезној држави Рајна-Палатинат у округу Кајзерслаутерн. Општина се налази на надморској висини од 267 метара. Површина општине износи 22,7 km². У самом мјесту је, према процјени из 2010. године, живјело 4.637 становника. Просјечна густина становништва износи 204 становника/km².